# أوليفيا تومسون
أوليفيا تومسون (بالإنجليزية: Olivia Thompson) مواليد 20 يناير 1993 في بالاكلافا، جنوب أستراليا، هي لاعبة كرة سلة أسترالية. بدأت مسيرتها الاحترافية في سنة 2009. تلعب مع ملبورن بومرز. وتحمل الرقم 11. حققت المركز الثالث في الألعاب الجامعية الصيفية 2013.

## الميداليات
| الميدالية | المسابقة                      |
| --------- | ----------------------------- |
| برونزية   | الألعاب الجامعية الصيفية 2013 |

## روابط خارجية
- أوليفيا تومسون على موقع الاتحاد الدولي لكرة السلة (الإنجليزية)
- أوليفيا تومسون على موقع كرة السلة الأوروبية.كوم (الإنجليزية)
- أوليفيا تومسون على موقع AustralianFootball.com (الإنجليزية)